# Сборная Беларуси по пляжному футболу
Сборная Беларуси по пляжному футболу — национальная команда, которая представляет Беларусь на международных состязаниях по пляжному футболу.

## История
Команда создана весной 2008 года. Первый матч белорусская сборная провела на учебно-тренировочном сборе на Минском море против победителя I Республиканского турнира по пляжному футболу — минской «Видеопечати». Первый международный матч сборная Беларуси сыграла в мае 2008 года против сборной Польши во время учебно-тренировочного сбора на польской земле. Сборная Беларуси в том матче проиграла со счётом 1:4. На международных турнирах сборная Беларуси дебютировала 11 июля 2008 года в испанском городе Бенидорм на квалификационном турнире к чемпионату мира 2008. Проиграв испанцам (0:5) и немцам (1:3), белорусы выиграли у сборной Румынии (6:2) и обеспечили себе выход в 1/8 финала, где уступили грекам (4:3).
В следующем году в квалификации чемпионата мира 2009 сборная Беларуси заняла в своей группе 3 место, обыграв норвежцев (4:3) и проиграв полякам (2:4) и бельгийцам (1:3). Это место не помогло белорусам в плей-офф турнира. В Евролиге сборная Беларуси попала в дивизион B, где на этапе во французском Безье одержала 2 победы и заняла 1 место в группе, которое позволило попасть в промофинал. На финальном этапе, который проходил в португальском Вила-Реале, белорусы в группе с румынами и турками заняли 2 место, что позволило сыграть лишь в матче за 3 место, в котором сборная Беларуси выиграла у азербайджанской дружины в дополнительное время со счетом 3:2.
В 2010 году сборная Беларуси неудачно сыграла в Евролиге, где, проиграв на отборочном турнире оба матча, заняла 3 место и не смогла пробиться в промофинал. В том же году в квалификации к чемпионату мира 2011 сборная Беларуси выступила также неудачно, проиграв все матчи в своей группе и заняв последнее место.
В 2011 году национальная сборная Беларуси на отборочном этапе в Равенне (Италия) проиграв по пенальти французам и обыграв азербайджанцев, заняла 2 место в группе, позволившее сыграть 2 раз в своей истории в промофинале Евролиги. В промофинале, который проходил в Москве, сборная Беларуси одержав победу и проиграв в групповом этапе, заняла 2 место. Это место позволило команде сыграть в матче за 3 место, где белорусские игроки проиграли по пенальти израильтянам.
На следующий год сборная Беларуси снова попала в промофинал, обыграв в отборочном этапе в итальянской Террачине всех своих соперников. В отборе на чемпионат мира 2013, который прошел в Москве, белорусы сначала обыграли всех соперников в группе вышли в раунд плей-офф, в котором одержали победу над греками, которая дала путевку во второй групповой этап. Во втором групповом этапе сборная Беларуси не смогла обыграть действующих чемпионов мира — сборную России, а также французов и голландцев. В промофинале Евролиги, который проходил в голландской Гааге, белорусская сборная в групповом этапе проиграла немецкой сборной (1:2) и обыграла голландцев (4:2), но все же смогла стать первой в группе. В матче за 1 место сборная Беларуси сыграла в ничью с украинцами, но проиграли по пенальти 2:1.
В 2013 году сборная Беларуси смогла участвовать в дивизионе A благодаря реорганизации Евролиге. В первом сезоне в дивизионе A снискать лавров белорусы не смогли: одержав лишь одну победу сборная не попала в число 8 лучших команд Евролиги, но сохранили место в дивизионе A.
В 2024 году сборная Беларуси впервые в своей истории вышла в плей-офф чемпионата мира и прошла в полуфинал, обыграв сборную Португалии (4:3). В полуфинале белорусы уступили итальянцам в серии пенальти со счетом 4:5 (основное время завершилось вничью 3:3). В матче за 3-е место команда потерпела поражение от сборной Ирана со счетом 1:6, заняв итоговое четвертое место.
На чемпионате мира 2025 года белорусская сборная вновь вошла в четверку лучших. На групповой стадии команда испанского специалиста Николаса Альварадо последовательно обыграла Сейшелы (6:3), Японию (6:3) и Гватемалу (12:3). В четвертьфинале белорусы нанесли поражение Ирану (4:3). В полуфинале обыграли сборную Сенегала (5:2) и вышли в финал. В решающем матче турнира уступили сборной Бразилии со счетом 3:4, став серебряными призерами ЧМ-2025 и собрав несколько индивидуальных призов: Михаил Августов был признан лучшим вратарем, Никита Чайковский получил приз лучшему ассистенту (8 результативных передач), а Игорь Бриштель стал лучшим снайпером (11 мячей) и обладателем Серебряной бутсы. 

## Состав
Состав сборной Беларуси для участия в чемпионате мира по пляжному футболу 2024 года в ОАЭ, объявленный в феврале 2024 года главным тренером Нико Альварадо.
| №  | Амплуа | Игрок              | Дата рождения / возраст | Клуб           |
| -- | ------ | ------------------ | ----------------------- | -------------- |
| 1  | Вр     | Владимир Устинович | 27.02.1999, 24 года     | ЦОР-Масита     |
| 2  | Защ    | Вадим Бокач        | 25.01.1984, 40 лет      | ЦОР-Масита     |
| 3  | Защ    | Иван Константинов  | 08.07.1989, 34 года     | ЦОР-Масита     |
| 4  | Нап    | Артемий Дрозд      | 13.01.1996, 28 лет      | ЦОР-Масита     |
| 5  | Защ    | Олег Гапон         | 11.09.1996, 27 лет      | Кристалл       |
| 6  | Уни    | Юрий Петровский    | 06.05.1994, 29 лет      | ЦОР-Масита     |
| 7  | Защ    | Евгений Новиков    | 15.11.1993, 30 лет      | ЦОР-Масита     |
| 8  | Нап    | Игорь Бриштель     | 13.07.1987, 36 лет      | Кристалл       |
| 9  | Защ    | Егор Гордецкий     | 09.02.1996, 28 лет      | ЦСКА           |
| 10 | Нап    | Анатолий Рябко     | 09.10.1989, 34 года     | Спартак        |
| 11 | Уни    | Никита Чайковский  | 21.05.1998, 25 лет      | Локомотив      |
| 12 | Вр     | Михаил Августов    | 31.07.1996, 27 лет      | Крылья Советов |

## Достижения
Чемпионат мира
- Финалист: 2025

Евролига
- Финалист: 2021
- Бронзовый призёр: 2023,  2024

Квалификация чемпионата мира по пляжному футболу (УЕФА)
- Бронзовый призёр: 2019

Игры стран СНГ
- Обладатель: 2023

## Статистика

### Чемпионат мира
| 1995  | Не прошла квалификацию | Не прошла квалификацию | Не прошла квалификацию | Не прошла квалификацию | Не прошла квалификацию | Не прошла квалификацию | Не прошла квалификацию | Не прошла квалификацию | Не прошла квалификацию |
| 1996  | Не прошла квалификацию | Не прошла квалификацию | Не прошла квалификацию | Не прошла квалификацию | Не прошла квалификацию | Не прошла квалификацию | Не прошла квалификацию | Не прошла квалификацию | Не прошла квалификацию |
| 1997  | Не прошла квалификацию | Не прошла квалификацию | Не прошла квалификацию | Не прошла квалификацию | Не прошла квалификацию | Не прошла квалификацию | Не прошла квалификацию | Не прошла квалификацию | Не прошла квалификацию |
| 1998  | Не прошла квалификацию | Не прошла квалификацию | Не прошла квалификацию | Не прошла квалификацию | Не прошла квалификацию | Не прошла квалификацию | Не прошла квалификацию | Не прошла квалификацию | Не прошла квалификацию |
| 1999  | Не прошла квалификацию | Не прошла квалификацию | Не прошла квалификацию | Не прошла квалификацию | Не прошла квалификацию | Не прошла квалификацию | Не прошла квалификацию | Не прошла квалификацию | Не прошла квалификацию |
| 2000  | Не прошла квалификацию | Не прошла квалификацию | Не прошла квалификацию | Не прошла квалификацию | Не прошла квалификацию | Не прошла квалификацию | Не прошла квалификацию | Не прошла квалификацию | Не прошла квалификацию |
| 2001  | Не прошла квалификацию | Не прошла квалификацию | Не прошла квалификацию | Не прошла квалификацию | Не прошла квалификацию | Не прошла квалификацию | Не прошла квалификацию | Не прошла квалификацию | Не прошла квалификацию |
| 2002  | Не прошла квалификацию | Не прошла квалификацию | Не прошла квалификацию | Не прошла квалификацию | Не прошла квалификацию | Не прошла квалификацию | Не прошла квалификацию | Не прошла квалификацию | Не прошла квалификацию |
| 2003  | Не прошла квалификацию | Не прошла квалификацию | Не прошла квалификацию | Не прошла квалификацию | Не прошла квалификацию | Не прошла квалификацию | Не прошла квалификацию | Не прошла квалификацию | Не прошла квалификацию |
| 2004  | Не прошла квалификацию | Не прошла квалификацию | Не прошла квалификацию | Не прошла квалификацию | Не прошла квалификацию | Не прошла квалификацию | Не прошла квалификацию | Не прошла квалификацию | Не прошла квалификацию |
| 2005  | Не прошла квалификацию | Не прошла квалификацию | Не прошла квалификацию | Не прошла квалификацию | Не прошла квалификацию | Не прошла квалификацию | Не прошла квалификацию | Не прошла квалификацию | Не прошла квалификацию |
| 2006  | Не прошла квалификацию | Не прошла квалификацию | Не прошла квалификацию | Не прошла квалификацию | Не прошла квалификацию | Не прошла квалификацию | Не прошла квалификацию | Не прошла квалификацию | Не прошла квалификацию |
| 2007  | Не прошла квалификацию | Не прошла квалификацию | Не прошла квалификацию | Не прошла квалификацию | Не прошла квалификацию | Не прошла квалификацию | Не прошла квалификацию | Не прошла квалификацию | Не прошла квалификацию |
| 2008  | Не прошла квалификацию | Не прошла квалификацию | Не прошла квалификацию | Не прошла квалификацию | Не прошла квалификацию | Не прошла квалификацию | Не прошла квалификацию | Не прошла квалификацию | Не прошла квалификацию |
| 2009  | Не прошла квалификацию | Не прошла квалификацию | Не прошла квалификацию | Не прошла квалификацию | Не прошла квалификацию | Не прошла квалификацию | Не прошла квалификацию | Не прошла квалификацию | Не прошла квалификацию |
| 2011  | Не прошла квалификацию | Не прошла квалификацию | Не прошла квалификацию | Не прошла квалификацию | Не прошла квалификацию | Не прошла квалификацию | Не прошла квалификацию | Не прошла квалификацию | Не прошла квалификацию |
| 2013  | Не прошла квалификацию | Не прошла квалификацию | Не прошла квалификацию | Не прошла квалификацию | Не прошла квалификацию | Не прошла квалификацию | Не прошла квалификацию | Не прошла квалификацию | Не прошла квалификацию |
| 2015  | Не прошла квалификацию | Не прошла квалификацию | Не прошла квалификацию | Не прошла квалификацию | Не прошла квалификацию | Не прошла квалификацию | Не прошла квалификацию | Не прошла квалификацию | Не прошла квалификацию |
| 2017  | Не прошла квалификацию | Не прошла квалификацию | Не прошла квалификацию | Не прошла квалификацию | Не прошла квалификацию | Не прошла квалификацию | Не прошла квалификацию | Не прошла квалификацию | Не прошла квалификацию |
| 2019  | Групповой раунд        | 3                      | 1                      | 2                      | 10                     | 13                     | -3                     |                        |                        |
| 2021  | Групповой раунд        | 3                      | 1                      | 2                      | 8                      | 17                     | -9                     |                        |                        |
| 2024  | 4-е место              | 6                      | 4                      | 2                      | 21                     | 18                     | +3                     |                        |                        |
| 2025  | 2-е место              | 6                      | 5                      | 1                      | 36                     | 18                     | +18                    |                        |                        |
| Итого | 4/23                   | 18                     | 11                     | 7                      | 75                     | 66                     | +9                     |                        |                        |